# Sandro Miller
Sandro Miller, né en 1958, est un photographe publicitaire américain travaillant sous le nom de « Sandro ».
Il est particulièrement célèbre pour sa série de photographies plasticiennes de pastiches de 41 portraits de célébrités en hommage à de grands photographes réalisées avec l’acteur britannique John Malkovich.

## Biographie
En 2011, Miller est nommé meilleur directeur artistique au Festival international de la créativité à Cannes.

## Expositions
- 2015 : Malkovich : Homage to Photographic Master images, Rencontres d'Arles, France
- 2016 : Malkovich : Homage to Photographic Master images, La Photographie Galerie, Bruxelles, Belgique
- 2016 : Malkovich : Homage to Photographic Master images, Lanzhou Festival, Lanzhou, Chine